# Adrian Lombard

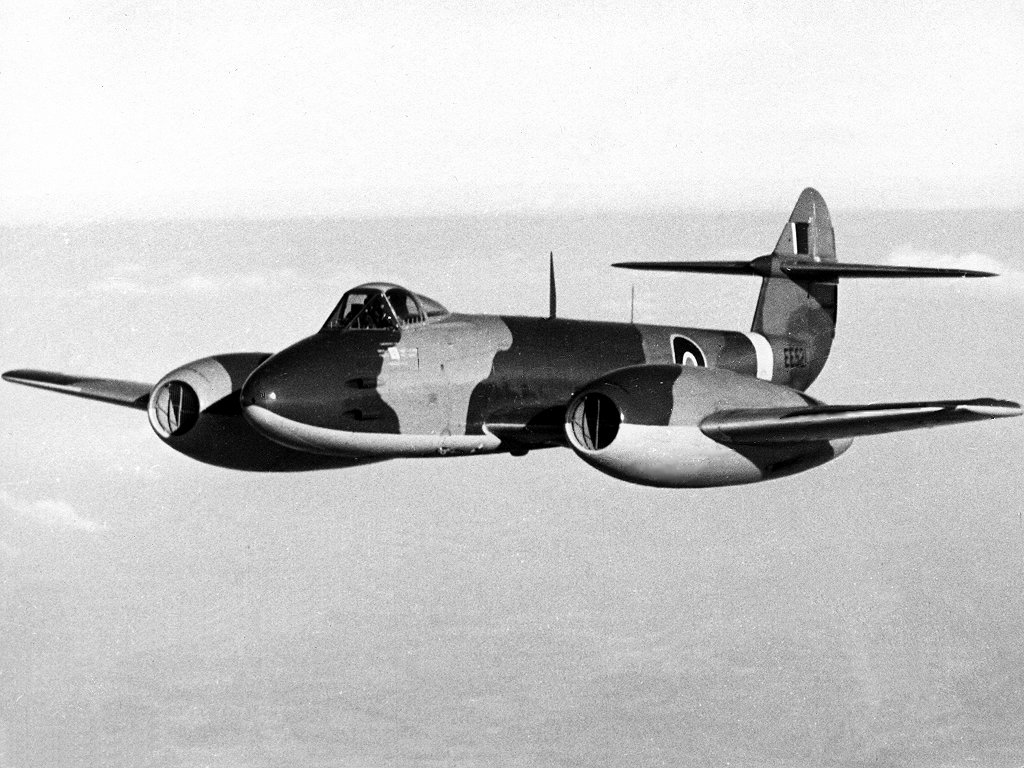
Un Gloster Meteor, impulsado por un motor Derwent, diseñado por Lombard

Adrian Albert "Lom" Lombard  (19 de enero de 1915 - 13 de julio de 1967) fue un ingeniero aeronáutico británico. A pesar de no tener una formación formal en aerodinámica, se convirtió en uno de los diseñadores de motores a reacción más importantes del mundo. Estuvo ligado durante casi 30 años a la compañía Rolls-Royce, en la que desempeñó diversos cometidos.

## Semblanza
Lombard nació en la ciudad de Coventry, Warwickshire, en 1915. Fue el segundo de los tres hijos del fabricante de herramientas Arthur Lombard y de su esposa Louisa. Asistió a la Escuela Avanzada Central John Gulson y luego recibió clases nocturnas en la Universidad Técnica de Coventry. Después de dejar la escuela a la edad de 15 años, comenzó sus prácticas en la oficina de dibujo de la compañía Rover.
Después de pasar cinco años con Rover, aceptó un empleo en Morris Motors Limited, donde se encargó de los cálculos de tensión del motor y trabajó como ingeniero de automóviles. Sin embargo, regresó a Rover en 1936 y en cuatro años formó parte del equipo de diseño de Maurice Wilks. En abril de 1940 comenzó su trabajo con un motor de reacción, cuando se le encomendó al equipo la tarea de preparar el motor a reacción Whittle W.2B para su entrada en producción. Sus diseños durante este período incorporaron un nuevo sistema de combustión, convirtiéndose en el precursor directo de los posteriores exitosos motores Rolls-Royce Derwent y Nene, que impulsaron la mayor parte de la primera generación de los aviones de combate a reacción británicos.
Rolls-Royce
En 1943, Rover y Rolls-Royce completaron un acuerdo mediante el que esta última compañía se hizo cargo de la participación en las fábricas de producción de motores a reacción en Clitheroe y Barnoldswick. Posteriormente, Lombard se incorporó a Rolls-Royce y fue nombrado diseñador jefe de motores de las fábricas del norte de Inglaterra. Reunió un equipo que construyó 100 de los motores W.2B para ser usados en los aviones de combate Gloster Meteor, mientras supervisaba simultáneamente el diseño del motor Derwent. En octubre de 1945, un Meteor equipado con motores Derwent V batió el récord mundial de velocidad, alcanzando 603 millas por hora (970,4 km/h). El centro de diseño se trasladó a Derby en 1946, y allí Lombard se convirtió en diseñador jefe de proyectos. Su equipo diseñó el motor Avon, que impulsó el Fairey Delta 2, el primer avión en superar las 1000 millas por hora (1609,3 km/h), y otros aviones a reacción civiles, incluido el de Havilland DH.106 Comet, el primer avión a reacción en hacer un vuelo transatlántico programado. En 1949, Lombard fue ascendido a diseñador jefe en la planta de Derby, y tres años más tarde se convirtió en diseñador aeronáutico jefe de Rolls-Royce.
Nombrado ingeniero jefe de Rolls-Royce en 1954, en esta época participó en la producción del primer motor turborreactor de derivación o turbofán del mundo, el Conway, que se utilizó en el Vickers VC10 y se instaló en el Boeing 707 y en el Douglas DC-8. Pasó a formar parte del consejo de la Royal Aeronautical Society y también estuvo involucrado con la Autoridad Aeronáutica del Reino Unido y con el Consejo de Investigaciones Aeronáuticas. En 1958 accedió al cargo de director de la división de motores aeronáuticos de Rolls-Royce, y fue responsable de supervisar la producción de todas las turbinas a reacción de la compañía.
Bajo su dirección, la empresa trabajó en una nueva tecnología para construir motores a reacción exclusivamente a partir de plásticos reforzados. Esta tecnología se utilizó más tarde en la producción del motor Rolls-Royce RB211; cuyas aspas se fabricaron originalmente a base de plástico reforzado con fibra de carbono. Sin embargo, durante una prueba en la que se arrojó un ave al motor a alta velocidad (en una simulación del impacto de un pájaro en pleno vuelo), las palas compuestas se rompieron, y posteriormente se reemplazaron por unas palas de titanio en el diseño final.
En noviembre de 1962, Lombard visitó Japón para reunirse con varias empresas que habían expresado su interés por los motores de avión de despeque vertical (VTOL) de Rolls-Royce. Durante este viaje, predijo que dichos motores serían de uso civil general al cabo de diez años. Lombard y Stanley Hooker, entonces director técnico de Bristol Siddeley, fueron galardonados conjuntamente con el premio James Clayton por el Instituto de Ingenieros Mecánicos en febrero de 1967, por su trabajo pionero con motores de despegue vertical.
De manera significativa, Lombard predijo el cruce de la tecnología de impulsión vertical con el motor de derivación, donde la carcasa del motor estaría integrada con la estructura del fuselaje, reduciendo así el peso del motor. Indicó que el mismo principio podría aplicarse a un par de motores de propulsión montados en un pilar debajo del ala. El conducto de derivación sería una parte integral de la estructura permanente, en la que se ensamblan los motores.
En 1966, Adrian Lombard presentó la primera Conferencia de Tecnología de la Royal Society Aircraft, titulada "Propulsores. Pasado, Presente y Futuro", señalando que el tema fue elegido debido a su "...mucha actualidad tanto por la muy avanzada tecnología requerida para el diseño y fabricación de motores aeronáuticos como por el interés que recientemente se ha centrado en la industria aeronáutica en este país y la polémica sobre su futuro". Entre las cuestiones controvertidas destacadas por Lombard y centradas en la industria aeronáutica se encontraba el Libro Blanco de Defensa de Duncan Sandys de 1957. La industria sufrió una serie de reveses, quizás el más grave de ellos fue el mencionado Libro Blanco, que pronosticaba erróneamente que no habría necesidad de nuevas aeronaves tripuladas. Al hilo de este documento, el Gobierno Laborista inspiró la investigación de Plowden, que Lombard criticó por la incertidumbre a largo plazo generada a la industria de la aviación del Reino Unido. Sin embargo, a pesar de los aparentes esfuerzos políticos para reconvertir la industria de la aviación británica, Lombard enfatizó que "... la industria británica de motores aeronáuticos ha conservado su capacidad técnica competitiva ..." y se centró en demostrar el valor de las tecnologías competitivas, que había liderado la exportación de motores aeronáuticos permitiendo devolver una importante contribución financiera a la economía del Reino Unido: "El valor de las exportaciones de motores durante los últimos doce años fue de casi de 650 millones de libras, excluidos los motores instalados en aviones de exportación".
Tras su muerte en julio de 1967, se escribió que Rolls-Royce había sido "privada de uno de los mejores ingenieros de resolución de problemas de la industria".
La muerte de Lombard tuvo consecuencias desafortunadas para Rolls-Royce en lo que respecta al diseño inicial del primer RB211, que sufrió problemas de rendimiento. El costo de resolverlos llevaría a la compañía a la quiebra en 1971.

"Era demasiado obvio que los ingenieros de Derby, normalmente orgullosos y seguros de sí mismos hasta el punto de la arrogancia, habían ido de mal en peor cuando perdieron repentinamente en 1967 a su gran líder, Lombard, y que su muerte había dejado un vacío que nadie podría llenar ..."
Stanley Hooker

El lugar de Lombard en Rolls-Royce iba a ser ocupado finalmente por el ex ingeniero de Rolls-Royce y Bristol Siddeley Stanley Hooker, quien para entonces se había jubilado, y bajo su liderazgo, asistido por sus compañeros de Rolls-Royce ex-jubilados Arthur Rubbra y Cyril Lovesey, el RB211 siguió adelante hasta convertirse en un diseño de mayor éxito.
Murió repentinamente de una hemorragia cerebral en el Hospital Real de Derbyshire (Derby), el 13 de julio de 1967, a la edad de 52 años.
Lombard se había casado con Joan Taylor el 18 de abril de 1940 y la pareja tuvo tres hijos, uno de los cuales murió en la infancia. Su nieta Fleur se convirtió en la primera mujer bombero en morir en cumplimiento del deber en el Reino Unido.

## Reconocimientos
- Recibió la Orden del Imperio Británico en junio de 1967.
- En su memoria, Rolls-Royce estableció el "Premio Lombard",[11] al que pueden optar los aprendices de la compañía en su último año.